# Beamerella personata
Beamerella personata är en insektsart som beskrevs av Knight 1959. Beamerella personata ingår i släktet Beamerella och familjen ängsskinnbaggar. Inga underarter finns listade i Catalogue of Life.